# 가가와 게이조
가가와 게이조(일본어: 香川敬三, 1841년 12월 27일(덴포 12년 11월 15일) ~ 1915년(다이쇼 4년) 3월 18일)은 미토번 출신의 근황지사이다. 도산도군총독부대군감, 황후궁대부, 황태후궁대부, 추밀원문관 등을 역임하였다. 작위 제도가 시행되면서 자작을 수여받았으며 이후에 백작이 되었다.